# Triphleba dudai
Triphleba dudai är en tvåvingeart som först beskrevs av Schmitz 1918.  Triphleba dudai ingår i släktet Triphleba och familjen puckelflugor. Arten är reproducerande i Sverige. Inga underarter finns listade i Catalogue of Life.